# Mengshan
Mengshan är ett härad som lyder under Wuzhous stad på prefekturnivå i den autonoma regionen Guangxi i sydligaste Kina. Antalet invånare är 192 953. Befolkningen består av 91 710 kvinnor och 101 243 män. Barn under 15 år utgör 19,0 %, vuxna 15–64 år 69 %, och äldre över 65 år 10,0 %.